# Фернандо Сан Еметеріо
Фернандо Сан Еметеріо  (ісп. Fernando San Emeterio, 1 січня 1984) — іспанський баскетболіст, олімпійський медаліст.

## Виступи на Олімпіадах
| Олімпіада   | Дисципліна | Місце |
| ----------- | ---------- | ----- |
| Лондон 2012 | баскетбол  | 2     |